# Mohamed Alí Seineldín
 (août 2022).
La mise en forme du texte ne suit pas les recommandations de Wikipédia : il faut le « wikifier ».
Les points d'amélioration suivants sont les cas les plus fréquents. Le détail des points à revoir est peut-être précisé sur la page de discussion.
- Les titres sont pré-formatés par le logiciel. Ils ne sont ni en capitales, ni en gras.
- Le texte ne doit pas être écrit en capitales (les noms de famille non plus), ni en gras, ni en italique, ni en « petit »…
- Le gras n'est utilisé que pour surligner le titre de l'article dans l'introduction, une seule fois.
- L'italique est rarement utilisé : mots en langue étrangère, titres d'œuvres, noms de bateaux, etc.
- Les citations ne sont pas en italique mais en corps de texte normal. Elles sont entourées par des guillemets français : « et ».
- Les listes à puces sont à éviter, des paragraphes rédigés étant largement préférés. Les tableaux sont à réserver à la présentation de données structurées (résultats, etc.).
- Les appels de note de bas de page (petits chiffres en exposant, introduits par l'outil «  Source ») sont à placer entre la fin de phrase et le point final[comme ça].
- Les liens internes (vers d'autres articles de Wikipédia) sont à choisir avec parcimonie. Créez des liens vers des articles approfondissant le sujet. Les termes génériques sans rapport avec le sujet sont à éviter, ainsi que les répétitions de liens vers un même terme.
- Les liens externes sont à placer uniquement dans une section « Liens externes », à la fin de l'article. Ces liens sont à choisir avec parcimonie suivant les règles définies. Si un lien sert de source à l'article, son insertion dans le texte est à faire par les notes de bas de page.
- La présentation des références doit suivre les conventions bibliographiques. Il est recommandé d'utiliser les modèles {{Ouvrage}}, {{Chapitre}}, {{Article}}, {{Lien web}} et/ou {{Bibliographie}}. Le mode d'édition visuel peut mettre en forme automatiquement les références.
- Insérer une infobox (cadre d'informations à droite) n'est pas obligatoire pour parachever la mise en page.

Pour une aide détaillée, merci de consulter Aide:Wikification.
Si vous pensez que ces points ont été résolus, vous pouvez retirer ce bandeau et améliorer la mise en forme d'un autre article.
Mohamed Alí Seineldín (12 novembre 1933 à Concepción del Uruguay - 2 septembre 2009 à Buenos Aires) était un colonel de l'armée argentine qui a participé à deux soulèvements ratés contre les gouvernements démocratiquement élus du président Raúl Alfonsín et du président Carlos Menem en 1988 et 1990.

## Jeunesse
Seineldín est né à Concepción del Uruguay dans une famille argentino-libanaise. Il s'est converti du druzisme au catholicisme romain pendant sa jeunesse et a été consacré à la Vierge du Rosaire (Virgen del Rosario). Il est resté un fervent catholique romain toute sa vie, consacrant même ses hommes dans l'armée à la Vierge du Saint Rosaire. Dans une interview sur ses objectifs au cours de sa carrière militaire, Seineldín a expliqué plus tard, Luchamos por el mismo objetivo, que es la nacionalidad y la fe cristiana, qui se traduit par: "Nous nous sommes battus pour le même objectif, qui est la nationalité et la foi chrétienne".

## Carrière militaire
En 1957 il sort du Collège Militaire de la Nation, avec le grade de Sous-lieutenant de l'arme de Infanterie. Il servit plus tard au Collège Militaire de la Nation et l'École des sous-officiers de l'Armée «Sergent Cabral», établissements de formation des officiers et sous-officiers de l'Armée Argentine.
Au cours de la décennie de 1960 à 1970, il se spécialisa comme commando. En 1968 il fut désigné comme officier parachutistes et en 1975 chef de cours des forces spéciales. Il participe alors à l'Opération indépendance dans la province de Tucumán sous les ordres de Domingo Bussi. L'Opération Indépendance, tant avant qu'après le putsch du 24 mars 1976, fut caractérisé par l'utilisation massive du terrorisme d'État. Mais Seineldín ne semble pas avoir été impliqué dans ces crimes contre l'humanité pendant son affectation,,. En 1975 il intégra un groupe d'officiers qui s'opposa au renversement du gouvernement constitutionnel de la présidente Isabel Martínez de Perón.

### Son rôle pendant la dictature
Après le putsch du 24 mars 1976 et l'arrivée de la dictature militaire en Argentine (1976-1983), Seineldin fut considéré comme non fiable en raison de son opposition initiale à cette dictature.
A l'occasion de la Coupe du monde de football 1978, il fut chargé de créer la première unité de commandos du pays, qui prit le nom d'Équipe Spéciale de Lutte « Halcón 8 », précurseur de la Compagnie de Commandos 601,. En 1978, alors que le conflit du Beagle connaît un regain de tensions qui atteint des sommets, Sineldìn est envoyé à Mendoza à la tête des commandos Halcón I et Halcón II pour prévenir l'éventualité d'une guerre imminente avec le Chili.
En 1981, il est nommé au commandement du 25e Régiment d'infanterie, basé dans la province patagone du Chubut ; c'est à sa tête qu'il participe, l'année suivante, à la guerre des Malouines.

### Malouines
Seineldín et ses commandos participent à l'Opération Vierge du Rosaire (nom proposé par Seineldín lui-même), réalisée le 2 avril 1982, par laquelle l'Argentine s'empare des Îles Malouines,, territoire du Royaume-Uni. Cependant, un mois plus tard, les forces de riposte britanniques arrivent et les premiers combats navals ont lieu. Le 1er mai, Seineldín prend le commandement de la défense de la piste d'atterrissage ; elle restera opérationnelle jusqu'à la fin de la guerre. Il sera décoré par le Congrès National en 1984 pour son action pendant le conflit (Loi 23 118).

## Le retour de la démocratie
Après le retour de la démocratie, en décembre 1983, Seineldín est poursuivi par la justice ; il est soupçonné d'avoir participé à l'enlèvement du scientifique Alfredo Antonio Giorgi au Parc Technologique de Migueletes, le 27 novembre 1978.
Il n'est toutefois pas condamné. Le président Raúl Alfonsín fait Seineldìn colonel en 1985 et le nomme attaché militaire de l'ambassade argentine au Panama. Au cours de cette fonction, il accorde son soutien à l'armée du Panama pendant la dictature de Manuel Antonio Noriega, avec qui il entretient une relation personnelle soutenue.

## Activité "Carapintada"
Ardent nationaliste chrétien argentin Seineldín devient membre des Carapintadas, ou "visages peints", au sein de l'armée argentine, qui exigent que le gouvernement argentin mette fin aux poursuites judiciaires engagées contre les officiers de l'armée accusés de violations des droits de l'homme pendant la guerre sale, survenues pendant la dictature militaire argentine de 1976 à 1983. De nombreux officiers subalternes sont alors accusés d'un grand nombre de crimes, notamment l'exécution de dissidents de la guérilla et la torture ou l'enlèvement de guérilleros et de leurs partisans.
En 1987 et 1988, les Carapintadas se rebellent contre le gouvernement élu du président Raúl Alfonsín. Cependant, les deux soulèvements échouent et sont rapidement réprimés ; en décembre 1988, des membres du Grupo Albatros, dirigé par le colonel Seineldín, se soulèvent à nouveau et s'emparent de la caserne militaire de Villa Martelli. Les mutins finirent cependant par se rendre et leur chef fut arrêté[réf. nécessaire].
Seineldín déclenche une deuxième rébellion infructueuse contre le gouvernement du président Carlos Menem le 3 décembre 1990. La mutinerie ratée fait 14 morts, dont cinq civils. Seineldín est cette fois condamné à la prison à vie. Au bout de treize ans, en 2003, il est gracié par le président Eduardo Duhalde.

## Mort
Mohamed Alí Seineldín est victime d'une crise cardiaque et décède dans un hôpital de Buenos Aires le 2 septembre 2009, à l'âge de 75 ans.

## Idéologie
Seineldín avait une idéologie bâtie sur les fondations de ses croyances catholiques dont il était dévot, le nationalisme argentin et l'hispanisme.
Politiquement, il manifesta de la sympathie pour Juan Perón, qui fut président de la Nation entre 1946 et 1955, et défendit son projet justicialiste, qu'il appela « le projet de l'espoir »,.
En 1999, il est nommé président honoraire d'un commandement supérieur péroniste, appartenant au secteur le plus orthodoxe du PJ, qui s'oppose à la politique libérale du président Carlos Menem dans son discours d'investiture en tant que président d'honneur, il a également montré de la sympathie pour celle qui était l'épouse de Perón, Evita.
Seineldín a maintenu une position critique à l'égard des administrations qui ont succédé au gouvernement justicialiste de Perón, critiquant surtout le soi-disant Processus de réorganisation nationale (1976-83), Raúl Alfonsín (1983-89) et Menem (1989-99), les accusant de établir un « ordre international » dans le pays.
Plus tard, dans les dernières années de sa vie, il fit l'éloge du gouvernement de Néstor Kirchner, président argentin entre 2003 et 2007, à qui il souligna sa « défense de la souveraineté ».
Sur le plan extérieur, il a salué le Panaméen Manuel Noriega, le Cubain Fidel Castro et le Vénézuélien Hugo Chávez, qui ont mis en avant leur opposition à « l'impérialisme américain ».